# Sadanga
Sadanga é um município de  quinta classe de renda municipal (d) na província Província da Montanha, nas Filipinas. De acordo com o censo de 1 de maio  de  2020 possui uma população de 8 427 pessoas e 1 748 domicílios.